# Аліс Пантермюллер
Аліс Пантермюллер (нар. 9 липня 1968) — німецька дитяча письменниця.

## Життєвий шлях
Аліс Пантермюллер народилася 9 липня 1968 року першою з двох дочок. Обидві сестрички ще в початковій школі наповнювали свої зошити цікавими історіями. Однак на той час вона ще не була впевнена, ким їй більше хочеться стати: письменницею чи вчителькою.
Після закінчення гімназії у Фленсбурзі в 1988 році, вона обирає для подальшого навчання педагогіку. У Педагогічному інституті Фленсбурга (нині Європейський університет Фленсбурга) вона вивчає німецьку мову, мистецтво й історію для викладання у початковій та середній школах. Зрештою цілий рік вона працює асистенткою з іноземної мови в Ері, Шотландія, викладаючи німецьку мову у двох шотландських загальноосвітніх школах. Після повернення додому та перших місяців другого етапу навчання вона відмовилася від своєї учительської професії та пройшла натомість курс навчання за фахом торговець книгами.
З 2000 року авторка разом з чоловіком та двома синами мешкає в районі Целле в Нижній Саксонії.

## Кар'єра письменниці
Наприкінці 2009 року Аліс Пантермюллер взяла участь у конкурсі письменників, організованому видавництвом «Арена Ферлаґ Вюрцбурґ» та літературною агенцією «Мюнхнер Меркур». Метою конкурсу був пошук «будь-яких романів» для читачів віком від десяти до чотирнадцяти років. Близько 200 авторів подали свої тексти, серед них і Пантермюллер. Манускрипт «Острів динозаврів» вона написала спочатку лише для двох своїх синів. Але саме цей твір став переможцем змагання. У січні 2011 року його опублікувало видавництво «Арена Ферлаґ» під назвою «Бендикс Бродерсен — боягузи не знають пригод».
Відтоді Аліс Пантермюллер відома насамперед завдяки серії «Лотта та її катастрофи» (ориг. Mein Lotta-Leben), в якому десятирічна Лотта у жартівливих щоденниках, щедро й дотепно проілюстрованих художницею Даніелою Коль, розповідає про своє життя «найбездарнішої учениці гри на блокфлейті» з двома «братами-дурбецалами».

## Твори

### Серії

#### Лотта та її «катастрофи»
- Скрізь повно кроликів. Школа, Харків, 2017
- Наскільки все куме-е-едно? Школа, Харків, 2017
- Заклинателька змій. Школа, Харків, 2017
- Фокус-покус і кіно. Школа, Харків, 2018
- Тварини, рятуйтесь! Школа, Харків, 2018
- Останній цьомчик лося. Школа, Харків, 2018
- Сирна лихоманка. Школа, Харків, 2019
- Без лами немає драми. Школа, Харків, 2019
- Цирк на дроті. Школа, Харків, 2020
- Черевичок кенгуру. Школа, Харків, 2020

Більшість «Лоттиних щоденників» перекладено майже двадцятьма іноземними мовами. Український переклад десяти перших томів видається з 2017 року у харківському видавництві «Школа».
У 2019 році в німецьких кінотеатрах відбулася прем'єра фільму Mein Lotta-Leben — Alles Bingo mit Flamingo!, створеного за цими щоденниками.

## Вебпосилання
- http://www.alice-pantermueller.de/ [Архівовано 13 серпня 2020 у Wayback Machine.]
- http://www.mein-lotta-leben.de/ [Архівовано 17 лютого 2020 у Wayback Machine.]
- Бібліографія. Аліс Пантермюллер // Німецька національна бібліотека